# Danny Aiello
Danny Aiello (Brooklyn, New York, 20. lipnja 1933. — New Jersey, 12. prosinca 2019.) bio je američki glumac koji se pojavljivao, tj. glumio u brojnim igranim filmovima, kao što su Bilo jednom u Americi, Ruby, Kum II, Hudson Hawk, Ljubičasta ruža Kaira, Začarana mjesecom, Léon profesionalac, Dva paklena dana i Vruća večera. No, on je možda najpoznatiji po svojoj ulozi iz Spike Leevog filma iz 1989.-e po imenu Učini pravu stvar. Također, treba napomenuti kako je Aiello upravo zbog tumačenja lika Sala, vlasnike pizzerie, u prethodno spomenutom filmu, bio nominiran za Oscara u kategoriji najboljeg sporednog glumca 1990.

## Rani život
Aiello je rođen u Manhattanu, no već kao sedmogodišnjak se preselio u južni Bronx. On je dijete amerikanaca talijanskog podrijetla. Njegov otac, Daniel Louis Aiello, Sr., je bio fizički radnik, dok mu je majka Frances, koja je rođena u Napulju pod prezimenom Pietrocova, bila krojačica. Također, treba napomenuti kako je Aiello pohađao srednju školu James Monroe.
Slagavši koliko je star, Aiello se kao šesnaestogodišnjak uspio prijaviti u američku vojsku. Nakon tri godine provedene u vojsci, vratio se u New York, u kojem je radio svakakve poslove kako bi uspio zaraditi sebi a kasnije i svojoj obitelji novac potreban za život. Nadalje, on je čak jednom prilikom bio i sindikalni predstavnik za radnike Greyhound bus-a, te je radio i kao izbacivač u noćnome klubu.

## Karijera
Iako su likovi koje je on tumačio većinom bili vulgarni i nasilni, Aiello je također portretirao i osjećajne, ljubazne ljude sa smislom za humor. Upravo takvi su bili likovi koje je on tumačio u filmovima Jacobove ljestve i Once Around. 
Također, zanimljivo je spomenuti kako je on glumio glavnog lika u Madonninom glazbenom spotu, za pjesmu "Papa Don't Preach". No, to nije jedina Aiellova poveznica s glazbom. Naime, on je izdao nekoliko albuma s big band glazbom.

## Privatni život
Tijekom intervjua, koji je vodio Sean Hannity, Aiello je istakao kako je on konzervativac, koji je odgojen kao Rimokatolik. U tom intervjuu, on je također kritizirao i pretjeranu uporabu prostih riječi na filmu i televiziji, kao što je kritizirao i loše portretiranje Amerikanaca talijanskog podrijetla u filmovima i televizijskim emisijama, pri čemu je posebno istakao seriju Sopranos.

## Izabrana filmografija
- Bilo jednom u Americi (eng. Once Upon a Time in America) lik: Vincent Aiello
- Ruby (eng. Ruby) lik: Jack Ruby
- Kum II (eng. The Godfather: Part II) lik: Tony Rosato
- Hudson Hawk (eng. Hudson Hawk) lik: Tommy Five-Tone
- Ljubičasta ruža Kaira (eng. The Purple Rose of Cairo) lik: Monk
- Začarana mjesecom (eng. Moonstruck) lik: g. Johnny Cammareri
- Léon profesionalac (eng. Léon: The Professional) lik: Tony
- Dva paklena dana (eng. Two Days in the Valley) lik: Dosmo Pizzo
- Vruća večera (eng. Dinner Rush) lik: Louis Cropa
- Mojave Moon (eng. Mojave Moon) lik: Al McCord

## Vanjske poveznice
- Službena stranica  Arhivirana inačica izvorne stranice od 5. kolovoza 2011. (Wayback Machine)
- Danny Aiello u internetskoj bazi filmova IMDb-u (engl.)